# Kastell Tokod

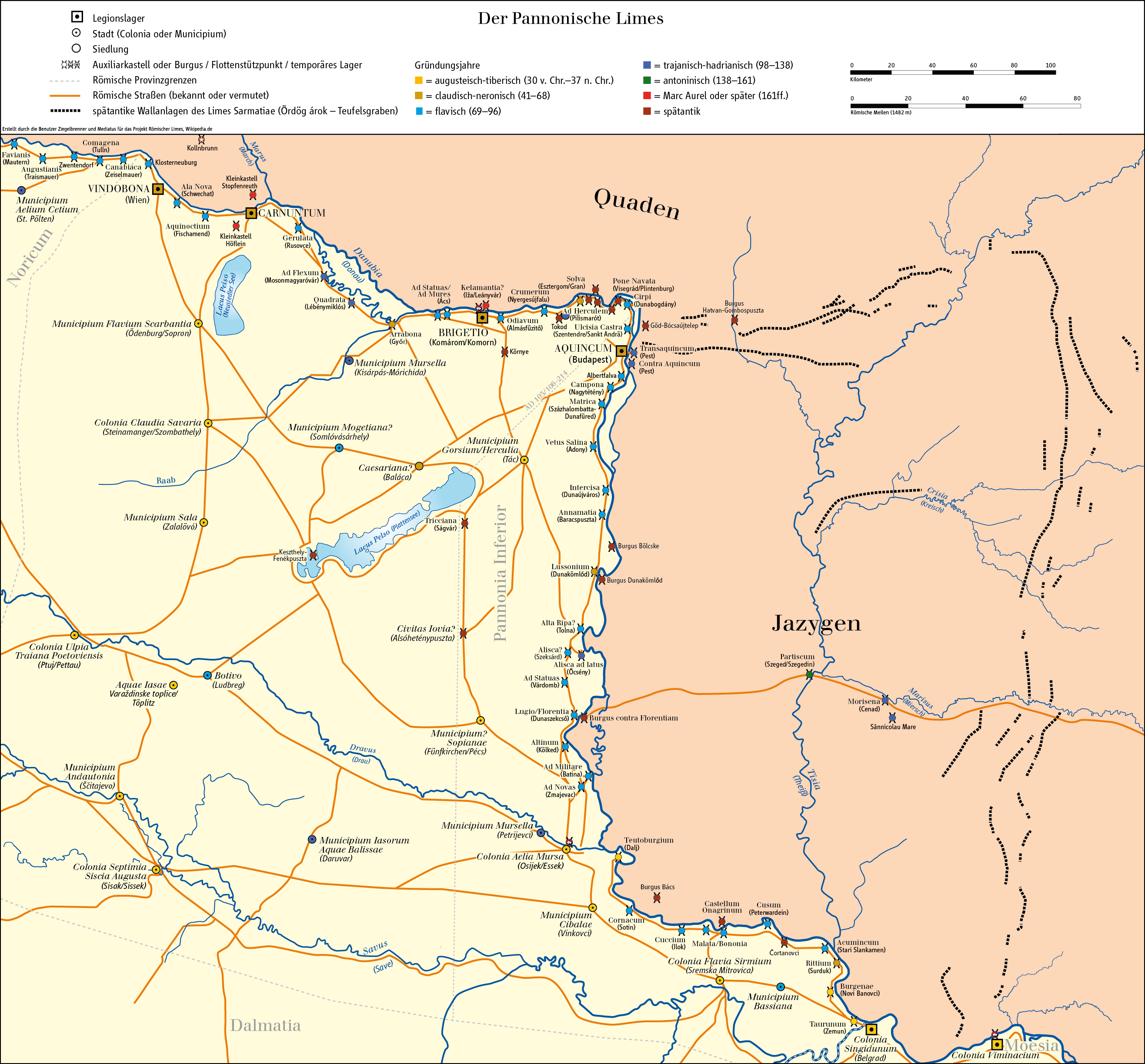
Die Lage der spätantiken Befestigung am oberpannonischen Donaulimes

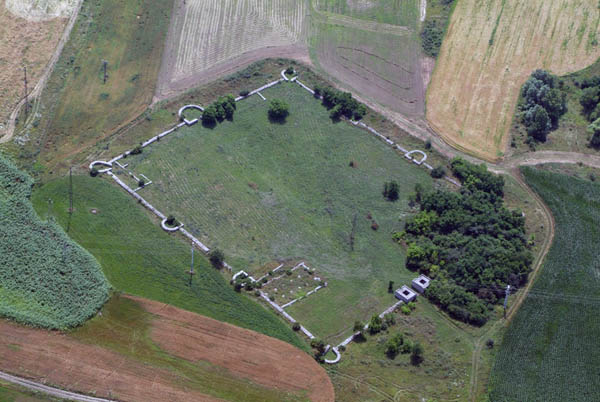
Die konservierten und teilrekonstruierten Reste des Kastells

Das Kastell Tokod war ein spätrömisches Militärlager, dessen Besatzung für Sicherungs- und Überwachungsaufgaben am Limes Pannonicus entlang der Donau zuständig war. Der Strom bildete in weiten Abschnitten die römische Reichsgrenze. Die rund 2,5 Kilometer südlich des Flusses entdeckten Reste des Kastells liegen heute auf einer zum nordungarischen Dorf Tokod gehörenden Flur im Komitat Komárom-Esztergom. Die nahe der heutigen Kossuth-Lajos-Straße liegende Anlage ist ein Musterbeispiel für den spätantiken Festungsbau. Hier konnte erstmals in Ungarn das Fortleben der teilweise romanisierten Bevölkerung bis in das 5. Jahrhundert beobachtet werden.

## Lage
Das in Steinbauweise errichtete Kastell entstand südöstlich eines Kreuzungspunktes der entlang der Donau verlaufenden Limesstraße. Deren sehr gut ausgebaute Trasse verband die Wehranlagen entlang der römischen Reichsgrenze und wurde als Heer- und Handelsweg genutzt. An der Kreuzung, die zwischen den direkt am Fluss gegründeten Kastellen Crumerum und Esztergom (Solva) lag, stieß eine von Südosten aus Budapest (Aquincum) heraufkommende Verbindungsstraße an die Donau, welche das östlich von Tokod liegende Pilisgebirge im Süden umging und damit die Strecke für Fernreisende verkürzte, da sich diese den Weg über das Donauknie ersparen konnten. Die Fortifikation von Tokod wurde auf einer leichten, sich nach Norden senkenden Geländeerhebung errichtet. Im Winkel von Nordwesten nach Osten konnte die Kastellbesatzung das Gelände zum nördlich verlaufenden Fluss hin gut überblicken. Unmittelbar südlich der Befestigung hob sich das Land zum 455 Meter hohen Gete, der mit seinen teils steilen Hängen eine weithin sichtbare Landmarkierung darstellt.
Östlich des Kastells liegt ein südöstlich-nordwestlich gerichtetes Tal. Hier bestand bis zum Ende der 1970er Jahre eine Quelle, die einen Bach speiste. Durch den in Tokod betriebenen Bergbau ist dieser Bach seither ausgetrocknet.

## Forschungsgeschichte

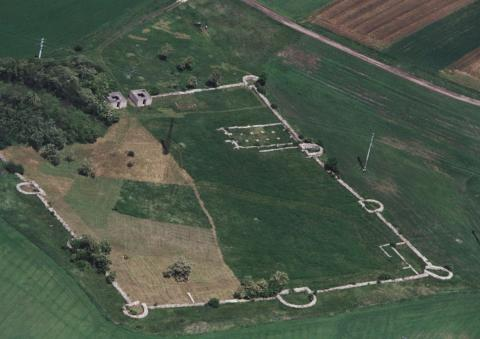
Das Kastell aus südlicher Richtung mit dem U-förmigen großen Turm an der Dekumanseite

Vor der Entstehung der zivilen römischen Siedlung von Tokod hatten sich hier bereits in der Jungsteinzeit und erneut in der Späteisenzeit Menschen niedergelassen, zuletzt auch eine Gruppe von Kelten. Das Gebiet von Tokod ist bereits seit dem 19. Jahrhundert für seine römischen Funde bekannt. 1894 erfolgte die erste bekannte, allerdings undokumentierte Grabung im Kastellbereich. Da es hier jedoch nicht nur eine spätantike Festung, sondern auch die wesentlich früher gegründete zivile Siedlung mit einem Gräberfeld gegeben hat, sind die einstigen Fundorte dieser meist sehr schlecht dokumentierten, spärlichen frühen Fundstücke nur noch schwer zu bestimmen. Eine Bedrohung für die Forschung war der anhaltende bergmännische Abbau der Tokoder Braunkohlenflöze, dem unter anderem auch antike Gebäude zum Opfer fielen. Die ersten Untersuchungen erfolgten 1924 bis 1926 sowie 1959. In der Folge wurde das Kastell von dem Archäologen András Mócsy zwischen 1960 und 1969 vollständig ergaben. Nach den Grabungen wurden die steinernen Überreste weitgehend für die Nachwelt konserviert und sind frei zugänglich. Eine am Ende des 19. Jahrhunderts über die Westecke der Festung geschüttete Abraumhalde aus dem Bergbau hat die Freilegung dieses Abschnitts unmöglich gemacht. Das Fehlen des Kastells von Tokod in der Truppenliste der Notitia Dignitatum, einem römischen Staatshandbuch, könnte laut Mócsy daran liegen, dass diese Anlage während des Abfassens der Schrift noch nicht fertiggestellt war.
Nach den Grabungen wurden die Kastellmauern sorgfältig teilrekonstruiert und konserviert. Die beiden Tortürme des nördlichen Haupttores hingegen erhielten eine vollkommen unsachgemäße, in Stahlbeton ausgeführte, mannshohe Übermauerung, bei der große Betonbrocken bis 2012 von den Stahleinlagen abgeplatzt und die offene Flachdachkonstruktion teils verstürzt war. Im Inneren befinden sich Schnittgut, Müll und Fäkalien. Das frei zugängliche Lagerareal wird für die Mahd genutzt.

## Baugeschichte

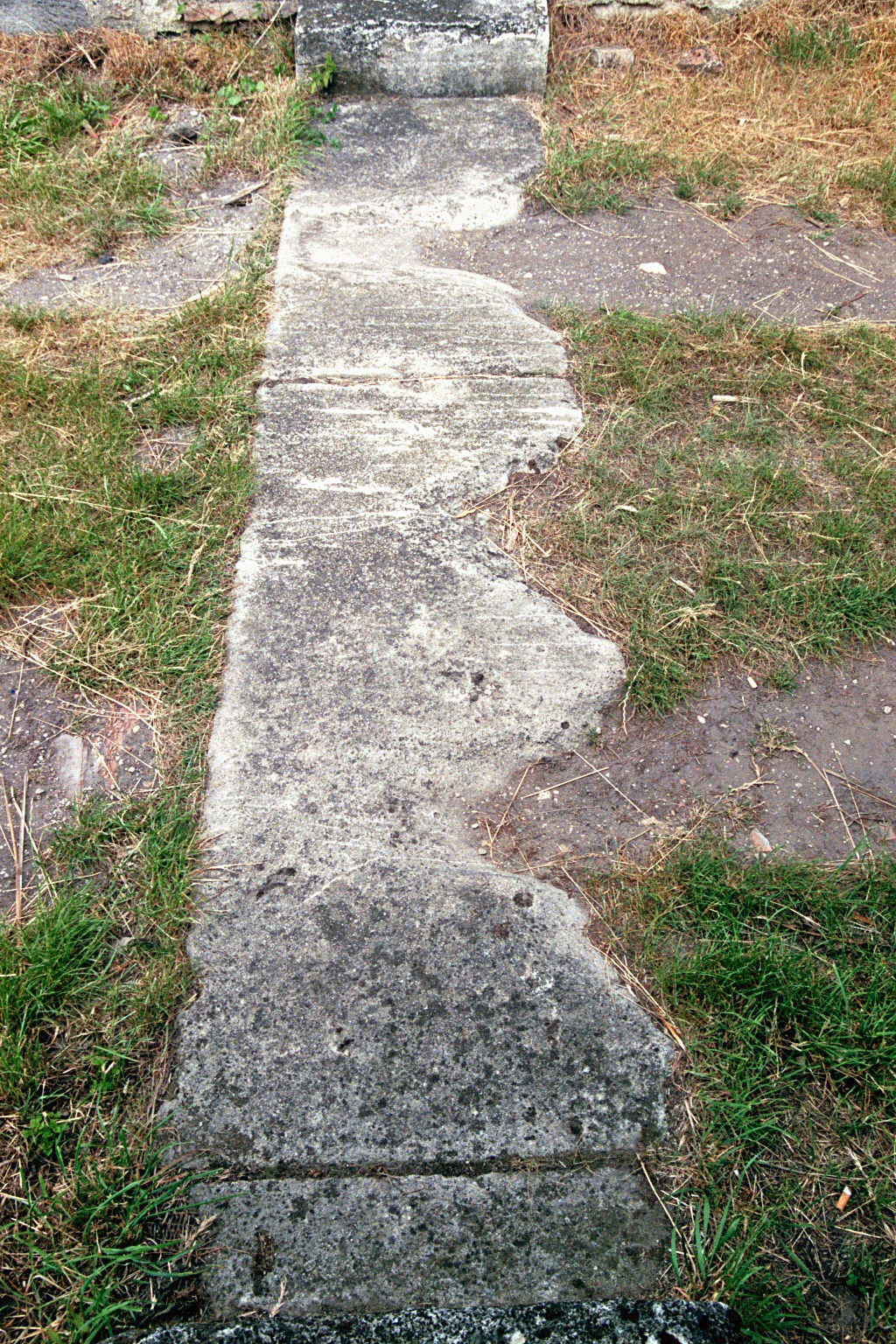
Antike Schwelle mit römischen Radspuren an der Porta Praetoria. Die modernen Schleifspuren stammen von Landwirtschaftsfahrzeugen.

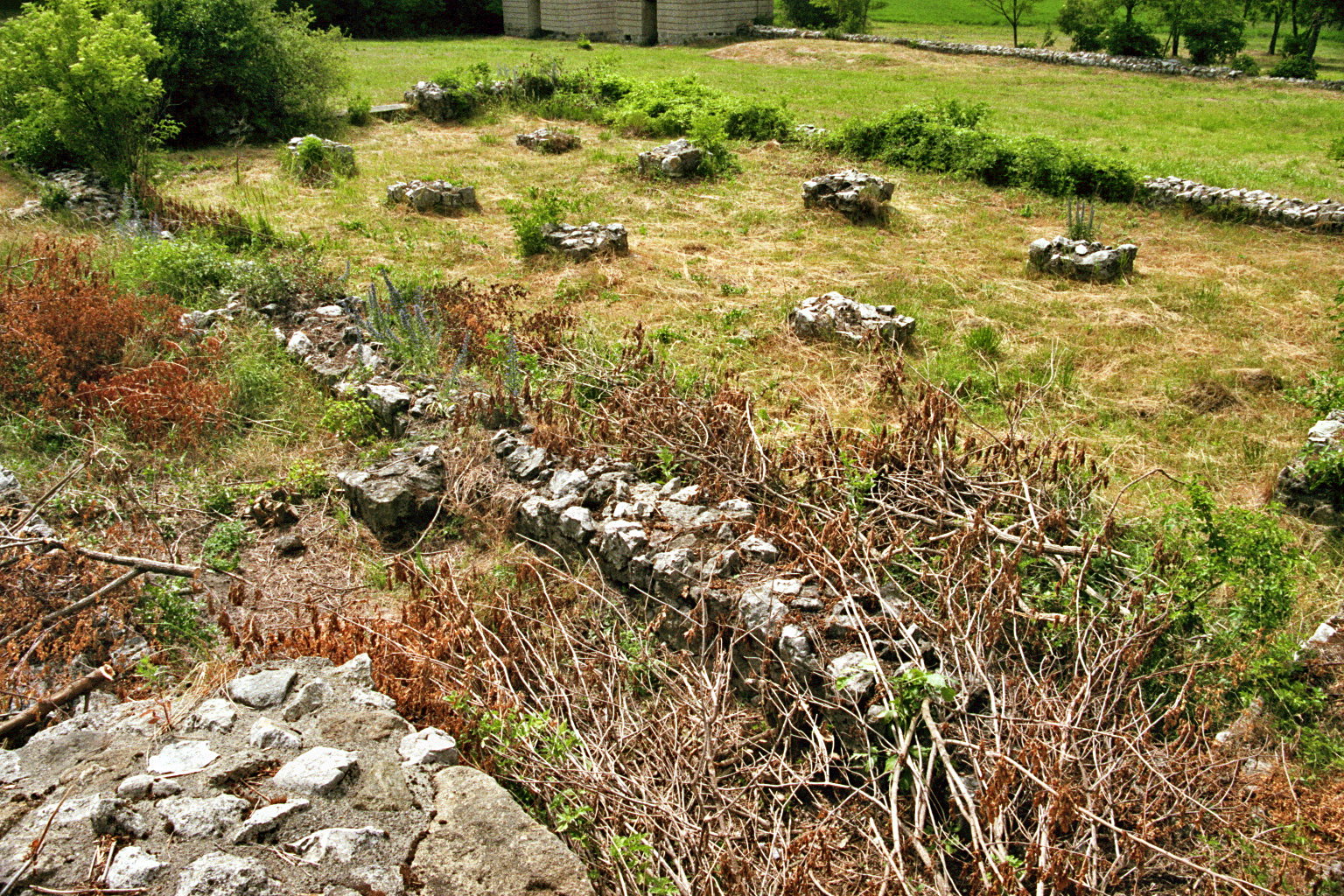
Blick auf das Horreum

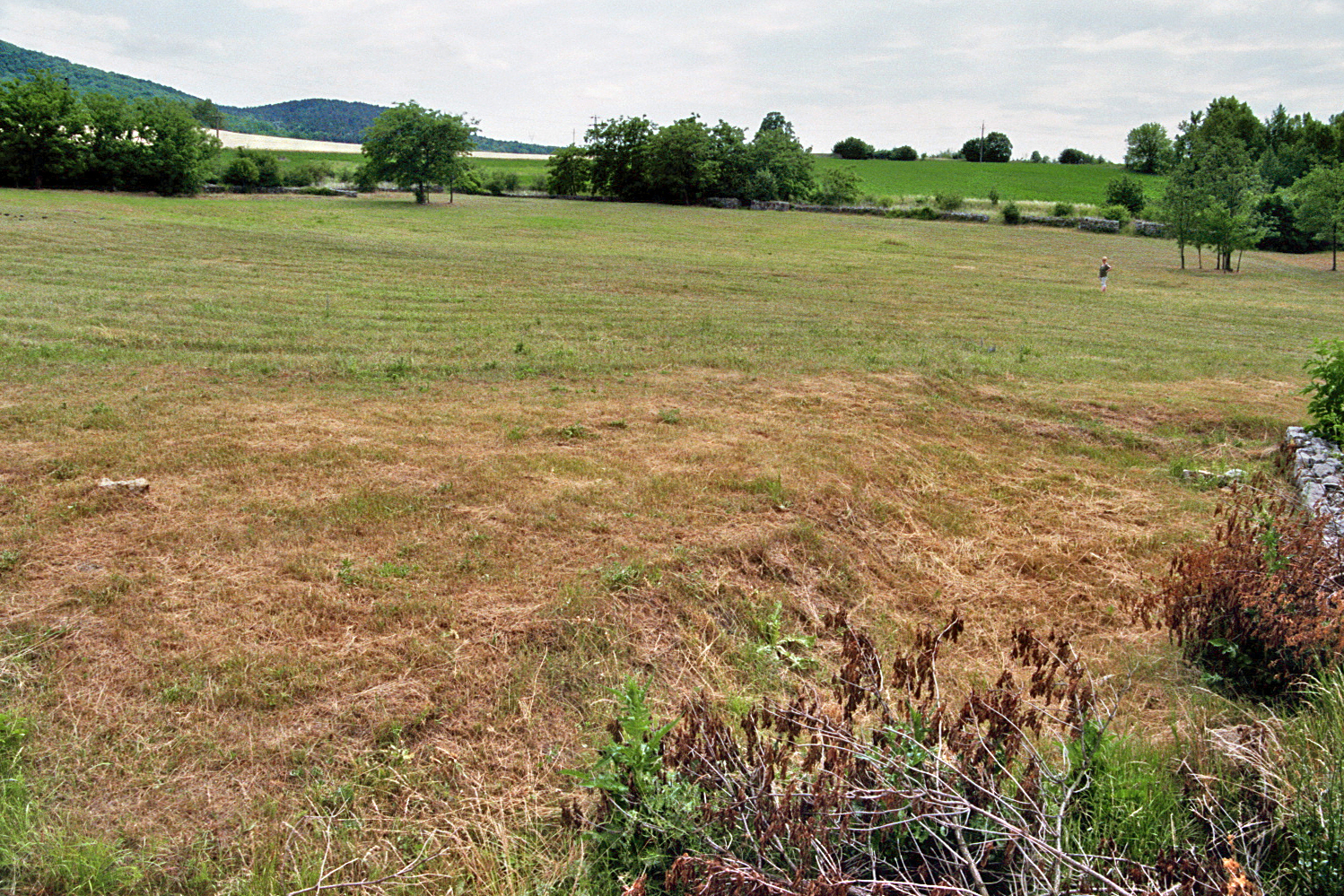
Blick vom Horreum über das ansteigende Gelände in die südliche Kastellecke

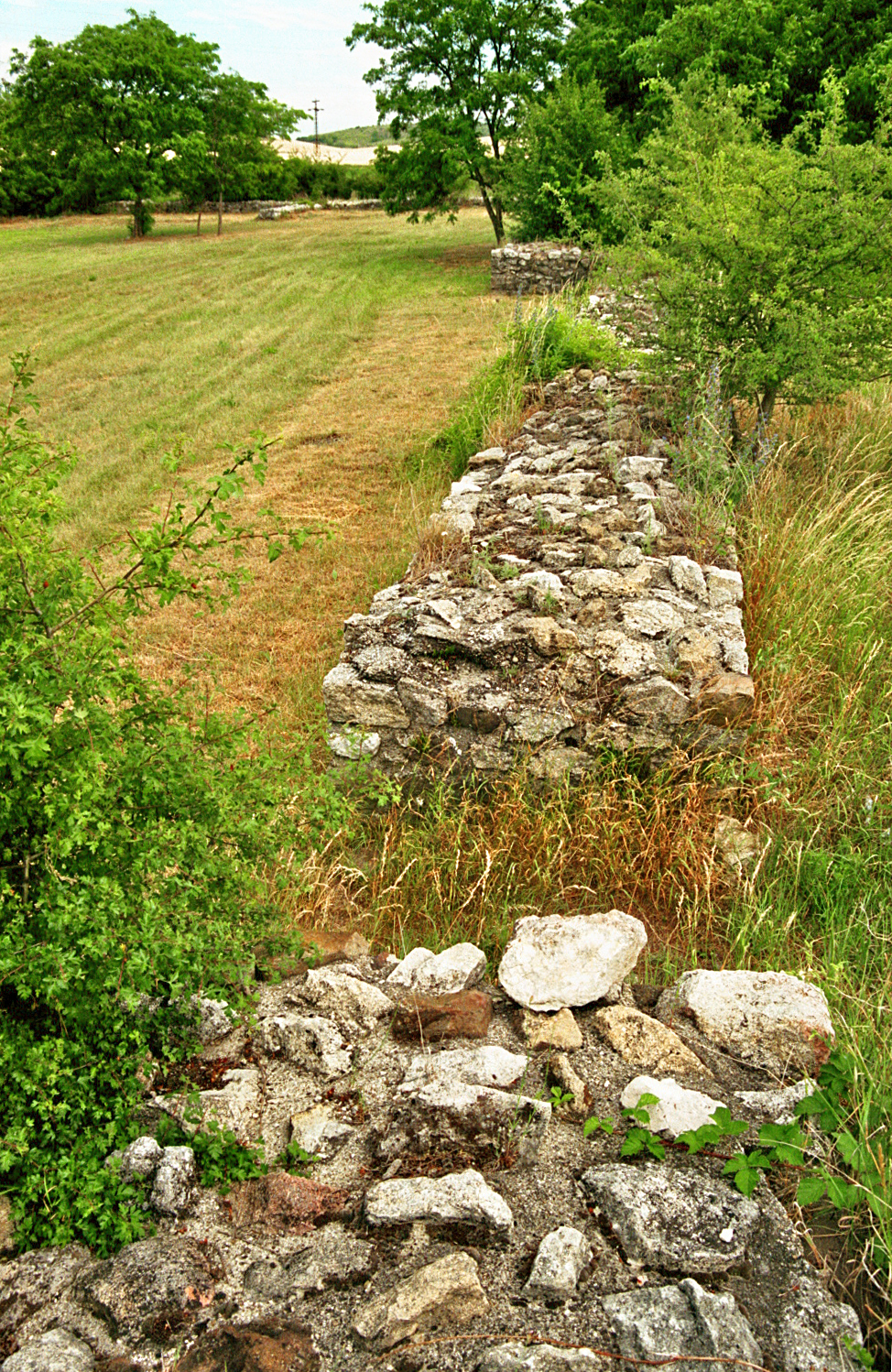
Die südwestliche Schlupfpforte

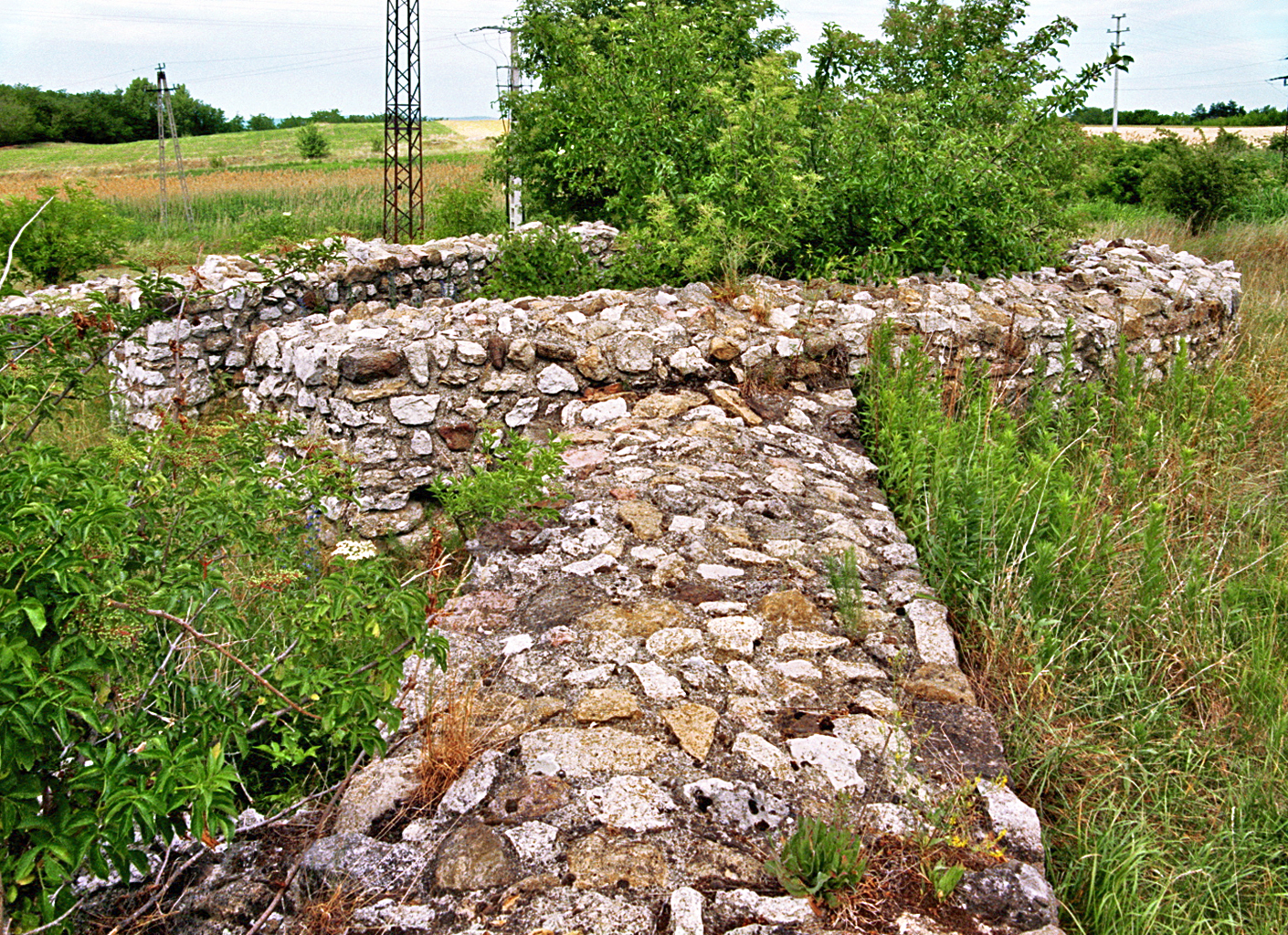
Ovaler, hufeisenförmiger Turm in der Ostecke des Lagers

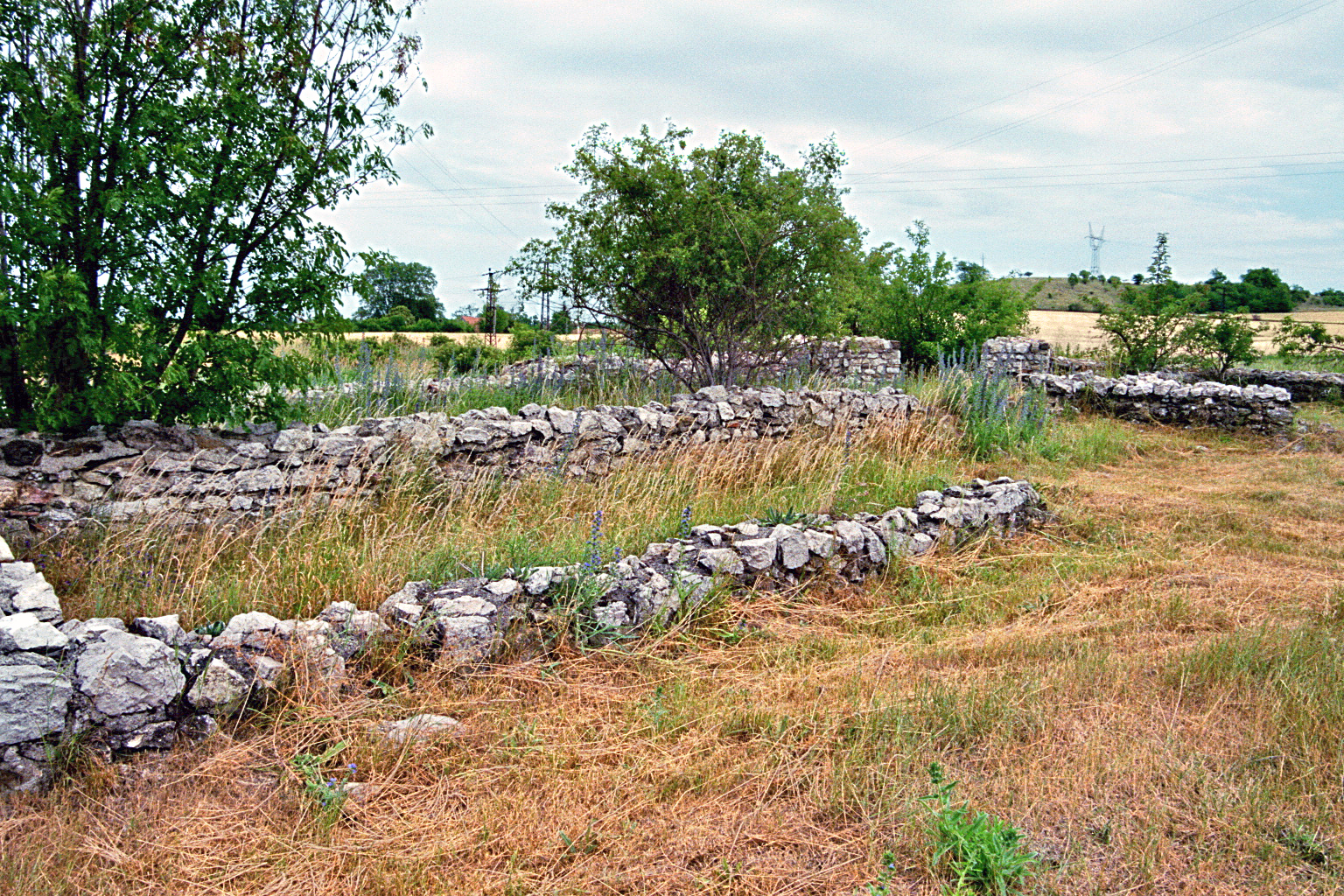
Fundamentlose, leichte Bebauung in der Ostecke

Mócsy konnte zwar unter den spätrömischen Schichten des Kastells keine ältere Befestigung nachweisen, seiner Meinung nach war es jedoch durchaus wahrscheinlich, dass im Umfeld der frührömischen Zivilsiedlung zunächst eine provisorische Militäranlage bestanden hatte. Sie datierte vermutlich in die Zeit gegen Ende des 1. beziehungsweise in die erste Hälfte des 2. Jahrhunderts. Diese Annahmen werden durch einige wenige Ziegelstempel gestützt, wie z. B. ein Stempel der Legio XI Claudia, die kurzfristig zwischen 101 und 106/107 n. Chr. im westlich gelegenen Brigetio kaserniert war, sowie zwei Stempel der Ala I Flavia Britannica, die sich nach 92 im Umfeld von Brigetio aufhielt.
Für die Errichtung der als unregelmäßiges Viereck gestalteten Anlage (122 × 140 × 115 × 145 Meter) wurden ältere, nicht mehr benötigte Grabsteine und Inschriften aus den umliegenden Gräberfeldern herangeschafft, um als Spolien verbaut zu werden. Um diese als Bauelemente verwenden zu können, wurden hierfür abstehende Zierelemente wie die Altargesimse abgeschlagen. Das mit seiner Prätorialfront nordwestlich orientierte Kastell hatte keine eigentlichen Grenzschutzaufgaben zu erfüllen, sondern war als rückwärtige Anlage zur Unterstützung der direkt am Limes stehenden Truppenverbände vorgesehen.
Wie bei einer großen Anzahl von spätantiken Garnisonen üblich, bestand die Porta Praetoria nur aus einem einspurigen Zugang, der von zwei rechteckigen, aus dem Verband der 1,65 Meter starken Wehrmauer hervortretenden Tortürmen aus grauen Sandsteinblöcken flankiert wurde. Ähnliche Tore gehörten in der Prinzipatszeit zur üblichen Ausstattung der in Steinbauweise errichteten Kastelle. Im Eingangsbereich konnte noch die aus zwei Stufen bestehende Schwelle in situ angetroffen werden. Diese bestand aus ehemaligen Grabsteinen des zweiten und dritten Jahrhunderts, bei denen die beschriftete Seite nicht sichtbar zum Boden zeigte. In die Steine gegrabene Wagenspuren deuteten auf eine längere Nutzung des Tores hin. Aus dem Schutt am Tor wurde auch eine roh behauene rötliche 0,70 × 0,85 × 0,12 Meter große Marmorplatte geborgen, die vielleicht als Tür- oder Fenstersturz gedient hatte. Der Marmor stammte aus den nahegelegenen Vorkommen bei Piszke. An den Flanken der Anlage, dort wo sich bei den wesentlich stärker genormten Fortifikationen der mittleren Kaiserzeit die Porta principalis sinistra und die Porta principalis dextra befunden hatten, gab es in Tokod nur zwei gegenüberliegende, kleine Schlupfpforten. Auf das rückwärtige Tor an der Südostmauer hatten die Erbauer ganz verzichtet. Statt diesem befand sich dort der mächtigste Turm des Kastells, der U-förmig aus der Wehrmauer herausragte. In jeder der vier Ecken der Anlage stand zur Verstärkung je ein ovaler Turm, dessen schmalseitige Wölbung (sog. Korbbogen) gleichfalls weit aus dem Mauerverband hervortrat. Die Zugänge zu diesen Türmen befanden sich an deren Rückseite im Inneren der Fortifikation. Neben diesen Türmen besaß die Festung von Tokod an seinen beiden Flanken noch zusätzlich zwei U-förmige Zwischentürme. Wie auch an anderen spätantiken Kastellorten beobachtet, wurden als Fixpunkte zunächst die rund 1,1 Meter starken Türme errichtet und im Anschluss die dazwischenliegende Wehrmauer hochgezogen. Der Fußboden dieser Türme war in Terrazzotechnik ausgeführt. Der massive rückwärtige südöstliche Turm, der zugleich am höchsten Punkt (140 Höhenmeter) des nach Norden fast 10 Meter abfallenden Kastellgeländes lag, besaß mittig in seinem Inneren einen Pfeiler, der den Dachstuhl trug. Ein ähnliches Exemplar konnte in etwas anderer Bauausführung auch am Kastell Visegrád–Sibrik beobachtet werden. Als Annäherungshindernis bestand in Tokod einen 7 Meter breiter und 2,5 bis 3 Meter tiefer Graben, der sich in einem Abstand von 21 Metern um das Kastell zog und dessen Ränder mit Steinen befestigt waren.
Die meisten Bauten im Inneren, die wohl ein fundamentloses Trockenmauerwerk besessen haben, sind verschwunden, ohne Spuren zu hinterlassen. Etwas solider gebaut war ein längliches Gebäude, das in der Ecke zwischen dem Ostturm und der Nordostmauer errichtet worden war. Dieser Bau aus kleinen gelben Standsteinbruchstücken besaß ebenfalls kein Fundament. Mócsy ging davon aus, dass diese nicht sehr soliden Innenbauten einer späteren Periode angehören, und schrieb sie der Bevölkerung des 5. Jahrhunderts zu.
Das massivste und bestgebaute Gebäude im Kastellinneren war das rechteckige, 15,20 × 24,80/25,60 Meter große Horreum (Speicherbau), das in der vorderen Lagerhälfte mit seiner Schmalseite an die nordöstliche Kastellmauer gebaut war. Der starke Mörtel des 0,60 Meter tief gegründeten Bauwerks glich dem der Umwehrung. Acht mit Sandsteinquadern verschalte, 1 × 1 Meter umfassende Pfeiler waren im Inneren in zwei Reihen nebeneinander errichtet worden. Sie trugen einst den Dielenboden. Die Pfeiler der Nordwestfront waren deutlich massiver ausgeführt worden. Auch das Mauerwerk an dieser Seite war stärker. In einer späteren Bauphase wurde diese Front noch zusätzlich verstärkt und das Tor dabei etwas verkleinert. Das Gebäude stand an dieser Seite wohl unter größerer Belastung. Die verstärkten Pfeiler erinnern an das Horreum des Lagers von Urspring, bei dem das Gelände an der verstärkten Seite etwas abschüssig war. In Tokod war das nicht der Fall, daher muss es einen anderen Grund gehabt haben, möglicherweise ein instabiler Untergrund.
Das Kastell entstand nach einer großen Brandkatastrophe in nachvalentinianischer Zeit neu. Damals wurden die Terrazzofußböden der beiden Tortürme erneuert und die beiden Schlupfpforten provisorisch zugemauert.

## Bad
Ein von dem Archäologen Sándor Soproni (1926–1995) im Frühling 1961 im Bereich des Lagerdorfes freigelegtes Bad (Gebäude X) aus dem 1. Jahrhundert n. Chr. könnte zu einem bisher unbekannten frühen Kohortenkastell gehört haben, das der spätantiken Fortifikation vorausging.
Das Bauwerk wurde im Zuge der Abschlämmung zerstört, doch Soproni konnte zuvor aufgrund seiner Notgrabung noch große Teile dokumentieren. Die Schichten des ermittelten Bades enthielten padanische und italische barbotineverzierte Sigillaten. Eine gleichfalls aus diesem Kontext geborgene Münze des von 98 bis 117 n. Chr. regierenden Kaisers Trajan sah der Archäologe als Zeitfenster für die Zerstörung der Therme an. In einer zweiten Bauperiode wurde das Bad zu einem Wohnhaus umgebaut. Später, während einer dritten Phase erfolgte ein weiterer Umbau des Wohnhauses. Im Laufe des 4. Jahrhunderts n. Chr. ist das Gebäude letztendlich in eine Werkstatt umgewandelt worden.

## Ziegelstempel
Der Archäologe und Epigraphiker Barnabás Lőrincz (1951–2012) analysierte das gestempelte Ziegelmaterial aus dem Kastell. Dies ließ einige wichtige Aussagen zur Erbauungszeit beziehungsweise zur zeitlichen Stellung der Bauphasen zu. Die Stempel zeigen deutlich, dass Tokod zum umfassenden Bauprogramm des Kaisers Valentinian I. (364–375) gehörte, der die römische Donau-Iller-Rheingrenze in einem außergewöhnlich hohen Tempo mit einer fast unüberschaubaren Zahl an unterschiedlichen, oft mehr oder minder standardisierter Befestigungen und militärischen Stationen massiv ausbauen ließ. Zum generalstabsmäßig umgesetzten Bauprogramm zählte auch eine Vielzahl von zivilen Herstellern, lokalen Beamten, Offizieren und Vexillationen militärischer Einheiten, die teilweise für die Herstellung von Baumaterial zuständig waren. Diese Hersteller versahen ihre Bau- und Dachziegel vielfach mit einer eigenen Prägemarke. Im Kastell wurden Stempel des auch von anderen pannonischen Militärplätzen – zum Beispiel vom Burgus Dunakeszi – bekannten Militärtribuns Lupicinius gefunden, der in der Zeit nach 368 bzw. vor 377 n. Chr. tätig war. Noch deutlicher lassen sich die 39 Ziegel mit der Marke des Dux Frigeridus zuordnen. Frigeridus war höchstwahrscheinlich von 371 bis zu seiner intrigierten Amtsenthebung 373/374 als Oberbefehlshaber der spätantiken pannonischen Provinz Valeria tätig. Interessanterweise kamen als Einzelfunde auch drei Stempel des Terentius dux aus dem Boden. Terentius war Amtsvorgänger des Frigeridus. Neben den Ziegeln deuten auch die Münzfunde auf eine Errichtung des Kastells zwischen 368 und 375 hin.

## Spätrömische Keramik

### Tokoder Ware
Zwar nicht nur in Tokod gefunden, wird ein bestimmter spätantiker grauer Keramiktyp als Tokoder Ware, Tokod-Gruppe oder Typ Tokod bezeichnet. Diese Keramik aus dünnwandigem, blaugrauem Ton war sehr gut gebrannt und wurde ab der Mitte des 4. Jahrhunderts erzeugt. Tokod, in dem großen Mengen dieser Ware gefunden wurden, gilt hierbei als ein bedeutendes spätantikes Töpferzentrum, das von den örtlichen guten Tonfunden profitierte. Die Produktion der Keramik spielte im Leben der damaligen Bevölkerung eine besonders große Rolle und sicherte ihr die Existenz. Die Veröffentlichung der grauen Keramikfunde übernahm die Archäologin Vera Lányi. Auch aus der Humusplanierschicht, die vor Errichtung des Kastells entstand, stammt unter anderem späte Keramik dieses Typs.

### Glasierte Keramik
Zur vorgefundenen Keramik zählten in wesentlich geringerem Maß auch grüne bleiglasierte Stücke. Die Archäologin Gabriella Nádorfi hat das früheste Vorkommen dieser glasierten Keramik in pannonischen Gräbern für die Jahre 320 bis 330 ermittelt. Dieser Zeitpunkt ließ sich auch an anderen Fundplätzen, zum Beispiel am niedergermanischen Limeskastell Krefeld-Gellep (Gelduba), nachweisen. Wie die Archäologin Éva B. Bónis bei ihrer Zusammenstellung dieses Keramiktyps aus Tokod feststellte, setzte die Produktion der glasierten Keramik hier erst um 370 – während der Zeit des Kastellbaus unter dem Dux Frigeridus – ein, kam jedoch erst nach 378 zur vollen Entfaltung. Das Produktionsende dieser Waren in Pannonien ist noch nicht ermittelt, wurde aber – wie die graue Keramik – teilweise an den Beginn des 5. Jahrhunderts gesetzt. Am rätischen Fundort Künzing (Quintana) ließ sich grünglasierte Keramik noch für das späte 5. Jahrhundert belegen. Und auch in der spätantike norischen Höhensiedlung Hemmaberg fand sich dieser Keramiktyp noch für das frühe 6. Jahrhundert – verschwindet dann aber aus dem Fundspektrum.

## Hortfund
Bei Grabungen auf eigenem Grund fand ein Bewohner von Tokod 1972 ein Tongefäß mit 37 Denaren aus den Regierungszeiten der Kaiser Antoninus Pius (138–161) und Mark Aurel (161–180). Aufgrund der ungenügenden Dokumentation lässt sich der Hort jedoch nicht auswerten. Seine tatsächliche Zeitstellung bleibt somit unbekannt.

## Zivilsiedlung

### Wohn- und Handwerkerquartier
Der Ursprung der nordnordwestlich des Kastells auf dem Gebiet des heutigen Tokod liegenden zivilen Siedlung lässt sich mit einigen wenigen Funden des 1. Jahrhunderts n. Chr. datieren. Ein Terra-Sigillata-Schälchen aus einem durch den Bergbau vor der archäologischen Untersuchung abgeschlämmten Objekt wird dieser Zeit zugeordnet. Auch ein anderer Bau kann aufgrund der Beifunde auf das Ende des 1. Jahrhunderts datiert werden. Während der ersten Hälfte des 2. Jahrhunderts begann die Siedlung aufzublühen. Einen Nachweis dafür bietet das massenhafte Auftreten von Sigillaten aus gallischen Werkstätten, die Vielfalt der italischen, padanischen und sonstigen Keramikimporte – darunter auch Rheinzaberner und Westerndorfer Produkte – sowie vor Ort hergestellte verzierte Keramik. Die geographischen Gegebenheiten, darunter die Nähe der Donau, das an Quellen reiche Land, der für den Hausbau notwendige Kalkstein und das ausgebaute Wegenetz im Grenzland unterstützten das Wachstum. Während seiner Blütezeit besaß das antike Tokod ansehnliche steinerne Gebäude, die teilweise mit Hypokaustheizung ausgestattet waren und Wandmalereien beziehungsweise Marmorausstattungen besaßen. Die Gesamtausdehnung der Siedlung nach Norden und Osten ist bisher unbekannt. Mit den Markomannenkriegen (166–180) kam erstmals Tod und Zerstörung in den Ort, doch wurden die Gebäude anschließend wiederaufgebaut. Neben der schon genannten spätantiken Töpferindustrie könnten hier höchstwahrscheinlich auch Glasbläser tätig gewesen sein. Die Gesamtausdehnung der Siedlung nach Norden und Osten ist bisher unbekannt. Von der Zivilsiedlung, von der zwischen 1955 und 1965 elf Gebäude erfasst werden konnten, und die im 4. Jahrhundert unterging, ist heute nichts mehr zu sehen. Ein Großteil der Bauten fiel der Abschlämmung zum Opfer.

### Villenartiger Komplex

Der spätantike villenartige Komplex vor der Prätorialfront.

Durch die Luftbildarchäologie konnten 2007 und 2009 bedeutende neue Erkenntnisse gewonnen werden. So befanden sich rund 100 Meter vor der Prätorialfront ein großer spätantiker villenartiger Komplex sowie kleine verstreute Vorgänger- oder Nachfolgebauten. Die mehrere Gebäude umfassende villenartige Anlage besaß eine unregelmäßig verlaufende Umfassungsmauer, die eine rund 90 × 100 Meter große Fläche umschloss. Diese Mauer wurde zumindest im Westen teilweise durch Wandvorlagen verstärkt und war offensichtlich mit ein oder mehreren Türme bestückt. Der rund 35 × 22 Meter große Hauptbau (Gebäude I) der südwestlich-nordöstlich orientierten Anlage besaß einen im Südwesten von einer halbrunden Apsis dominierten Repräsentationsraum, und südöstlich einen weiteren, parallel angeordneten Raum, der gleichfalls mit einer Apsis abschloss. Die Fläche der beiden Räume umfasste mehr als 200 Quadratmeter. Nordwestlich des großen zentralen Apsisraumes befanden sich zwei ungefähr gleich große rechteckige Zimmer. An diesen Bereich schloss sich im Nordosten ein rund vier Meter breiter und 22 Meter langer Umgang an. Durch ihn wurden insgesamt sechs angrenzende Zimmer erschlossen. Von der Ostecke der Anlage geht eine 115 Meter lange bogenförmige Struktur auf den Nordturm an der Prätorialfront des Kastells zu. Hierbei könnte es sich um einen Kanal handeln. Eine kleine Ausgrabung unter der Leitung von Márta Kelemen, die 1979 hauptsächlich den Bereich des durch den Umgang abgegrenzten Innenhof erfasste, blieb zwar für eine nähere Analyse des Bauwerks unzureichend, doch lässt sich das damals geborgene Fundmaterial eindeutig der Spätantike zuordnen.
Mit all seinen Strukturen und der unmittelbaren Nähe zum Kastell weist der villenartige Komplex funktionale Ähnlichkeiten zu den pannonischen Binnenkastellen in Ungarn auf. Inwieweit die Anlage auch in den Herstellungsprozess der spätantiken Tokoder Ware eingebunden war, gilt es noch zu erforschen.

## Frührömisches Gräberfeld
Nördlich der zivilen römischen Ansiedlung entstand kurz nach Ankunft der ersten Siedler ein Gräberfeld, das 1953 beim Ausheben einer Grube für Ölschlacke auf dem Gelände des damaligen Holzimprägnierwerks der ungarischen Staatsbahn MÁV angeschnitten wurde. Damals kamen zwei zu einem frührömischen Urnengrab gehörende Gefäße ans Licht. Südwestlich dieser für die Forschung unzugänglichen Stelle, am Fundort eines Militärdiploms aus dem Jahr 110 – östlich einer alten Schlämmgrube – versuchte Mócsy 1958 dieser Begräbnisstätte näherzukommen, fand jedoch nur noch einige zerwühlte Skelettgräber unsicheren Alters.

## Spätrömisches Gräberfeld
An der Westflanke der antiken Siedlung lag der vom 4. bis 5. Jahrhundert belegte spätrömische Friedhof. Mócsy barg hier 137 Skelette in 115 untersuchten Grablegen, von denen 22 Gräber mehrfach – teilweise auf- und nebeneinander – verwendet wurden. Die bestatteten Männer und Frauen wiesen in ihren Trachten, dem Schmuck und den allerdings ungewöhnlich wenigen geborgenen Münzen keine sonstigen bedeutende Abweichungen zu anderen Grablegen des 4. Jahrhunderts in der Umgebung auf. Auch die Platzierung der Beigaben entsprach dem in Pannonien üblichen Brauch. Lőrincz stellte auch das aus dem spätrömischen Gräberfeld geborgene Ziegelmaterial zusammen. Dabei fanden sich auch Ziegelstempel des bereits aus dem Festung Tokod bekannten Militärtribuns Lupicinius.

## Endzeit und nachrömische Entwicklung
Für Mócsy war das wichtigste Ergebnis der Grabungen, dass sich sowohl in der Festung als auch im spätrömischen Gräberfeld Spuren des Fortlebens einer kleinen romanisierten Bevölkerungsgruppe bis in das 1. Drittel des 5. Jahrhunderts nachweisen ließen, wobei insbesondere die Töpfereien das lange Überleben der Zivilsiedlung sicherten. Münzen aus der Regierungszeit der Kaiser Arcadius (395–408) und Flavius Honorius (395–423) lassen die zeitlich Zuordnung zu. Awarisches Fundgut in der Siedlung und im Kastell könnte die Vernichtung des Ortes durch dieses Volk andeuten. In diesem Fall hätte die Siedlung noch bis in das frühe 6. Jahrhundert existiert. Erst mit den Árpáden entstand in Tokod erneut eine kleine Ansiedlung, die nach dem Tatarensturm jedoch nicht wieder aufgebaut wurde.
In der Neuzeit wurde nahe dem östlichen Eckturm an der Wehrmauer der Festung wahrscheinlich ein Kalkbrennofen errichtet, der in dem damals noch stehenden, aber schrittweise von der Bevölkerung als billiger Steinbruch benutzten Kastell zum Kalkbrennen verwendet wurde, was zur weiteren Zerstörung der Anlage beitrug.

## Limesverlauf vom Kastell Tokod bis zum Kastell Esztergom
Die Türme lagen stets nahe am südlichen Donauufer. Ihre Aufgabe war es, das weitgehend nicht besetzte Nordufer zu bewachen.
| Strecke | Name/Ort                                   | Beschreibung/Zustand |
| 2       | Esztergom-Zsidódi-dűlő (Burgus Crumerum 2) | Der heute dicht am Dorf Tát vorbeifließende Donauarm, der die Táter Insel südlich umschließt, scheint erst in nachrömischer Zeit entstanden oder zumindest weiter nach Süden gewandert zu sein, da die aus Luftbildern bekannte Trasse der antiken Limesstraße unmittelbar auf diese Insel zuhält und vom Flussarm geschnitten wird. Dieser Straßenzug ist als eigentliche Limesstraße anzusehen, da sie die gleichfalls unmittelbar an der Donau errichteten Türme verband. Etwas südlicher ließ sich östlich von Tát eine etwas entfernt verlaufende römische Trasse beobachten, die ebenfalls Richtung Esztergom verläuft. Gleichfalls östlich des Dorfes Tát wurde ein im April 1956 erstmals unmittelbar an dem südlichen Donauarm entdeckter militärischer Posten im August 1958 von Sándor Soproni teilweise ergraben. Er fand einen quadratischen, 8,65 × 8,70 Meter großen Burgus vor. Die Mauerstärke lag zwischen 1,1 und 1,15 Metern. Als Annäherungshindernis war ein 4,50 Meter breiter und bei der Auffindung noch zwei Meter tiefer Wehrgraben um das Bauwerk gelegt worden, vor dem als äußerste Verteidigungslinie zusätzlich wohl ein hölzerner, lehmverputzter Flechtwerkzaun stand. Die vorgefundenen Ziegelstempel des Tribunen Caris, von dem bekannt ist, dass er unter Kaiser Valentinian I. mit den Ausbauarbeiten in der pannonischen Provinz Valeria beschäftigt war, lassen eine recht genaue Datierung zu. |
| 2       | Esztergom-Szentkirály (Burgus Crumerum 3)  | Von der eigentlichen Limesstraße sind in diesem Bereich keine Spuren bekannt, die im Luftbild wesentlich deutlicher erscheinende südlicher vorbeilaufende römische Trasse ist hingegen gut dokumentiert. Der Burgus Crumerum 3 ließ sich aus römischen Funden mutmaßen, die rund um eine mittelalterliche Klosterkirchenruine gemacht wurden, die auf einer Geländeerhebung über der nördlich vorbeifließenden Donau stand. Einer der Pioniere der ungarischen Archäologie, Janos Erdy (1796–1881), identifizierte unter den Klostermauern ein kleines Bauwerk als römischen Wachturm. Dieser Feststellung folgte Lajos Némethy 1895 und nahm eine Grabung vor. Die dabei geborgenen Münzen, die aus den Regierungszeiten der Kaiser Trajan bis Valentinian I. reichten, bezeugen auch an diesem Platz Baumaßnahmen in valentinianischer Zeit. Der Burgus könnte nach Meinung des Archäologen Zsolt Visy in einer verlorengegangenen römischen Bauinschrift aus dem Jahr 371 n. Chr. genannt sein, die der italienische Humanist und Dichter Antonio Bonfini (1427–1502) zitierte: burgus cui nomen Commercium. Der vollständige Text der Inschrift lautete: Iudicio principali dominorum nostrorum Valentiniani Velentis et Gratiani principum maximorum dispositione etiam illustris viri utriusque militiae magistri equitis comitis Foscanus praepositus legionis primae martiorum una cum militibus sibi creditis hunc burgum cui nomen commercium qua cause et factus est a fundamentis et construxit et ad summam manum operis in diebus XXXXVIII consulatus divi nostri Gratiani Augusti bis et Probi viri clarissimi fecit pervenire Diese Bauinschrift eines von der Legio I Martia errichteten Burgus ist neben den beiden auf der südlichen Gemarkung von Visegrád in situ entdeckten Inschriften – von denen die des Burgus Visegrád-Lepence (Burgus Solva 35) gleichfalls aus dem Jahr 371 n. Chr. stammt – ein seltenes und epigraphisch wichtiges Zeugnis für die Ausstattung und Nutzung valentinianischer Burgi in der Provinz Valeria. |
| 2       | Esztergom-Duna-sziget (Burgus Crumerum 4)  | Auf einer Insel am Südufer der Donau fanden sich in den Überresten eines mittelalterlichen Klosters die Reste römischer Ziegel und Keramik. Márta Kelemen äußerte als erste den Verdacht, dass an dieser Stelle eine kleine römische Siedlung sowie ein Wachturm zu suchen sei. |
| 2       | Esztergom                                  | Auf einem rund 150 Meter hohen nordwestlichen Ausläufer des Pilisgebirges erhob sich das Kastell Esztergom über der Donau. |

## Denkmalschutz
Die Denkmäler Ungarns sind nach dem Gesetz Nr. LXIV aus dem Jahr 2001 durch den Eintrag in das Denkmalregister unter Schutz gestellt. Das Kastell Tokod mit der in der Nähe vorbeiführenden Römerstraße (Aktenzeichen: 600/1117-08/2012) sowie alle anderen Limesanlagen gehören als archäologische Fundstätten nach § 3.1 zum national wertvollen Kulturgut. Alle Funde sind nach § 2.1 Staatseigentum, egal an welcher Stelle der Fundort liegt. Verstöße gegen die Ausfuhrregelungen gelten als Straftat bzw. Verbrechen und werden mit Freiheitsentzug von bis zu drei Jahren bestraft.